# Matt Zoller Seitz
Matt Zoller Seitz (nacido el 26 de diciembre de 1968) es un crítico de cine y televisión, escritor y director de cine estadounidense con sede en la ciudad de Nueva York.

## Biografía
Seitz es el redactor jefe de rogerebert.com, y el crítico de televisión para las revistas New York y Vulture. Anteriormente fue crítico de televisión en Salon.com y The Star-Ledger, y crítico de cine de The New York Times. Fundó el blog de crítica de cine y medios de comunicación The House Next Door. Seitz es conocido como un líder en la creación de ensayos de video, apareciendo con frecuencia en Moving Image Source y The L Magazine, y sirvió como editor de PressPlay, un sitio de crítica de cine y televisión basado en video. Fue finalista del Premio Pulitzer por Crítica de 1994.
El primer libro de Seitz, The Wes Anderson Collection, fue publicado por Abrams Books en 2013. En 2014, The Wes Anderson Collection: The Grand Budapest Hotel fue publicado por Abrams Books. The Wes Anderson Collection fue elogiado por su diseño, que pretende sugerir la apariencia de una película de Anderson y sugiere al lector que es llevado en un viaje a la imaginación del cineasta. «Este libro es el futuro», escribió Michael Sicinski en Cineaste. Mad Men Carousel: The Complete Critical Companion, escrito por Seitz y con ilustraciones de Max Dalton, fue publicado por Abrams Books en noviembre de 2015.
Escribió, dirigió y editó el largometraje Home, en 2005.
Seitz estuvo casado con Jennifer Dawson desde 1994 hasta su muerte el 27 de abril de 2006. Tuvieron dos hijos. Desde 2017 está casado con Nancy Dawson.